# T206

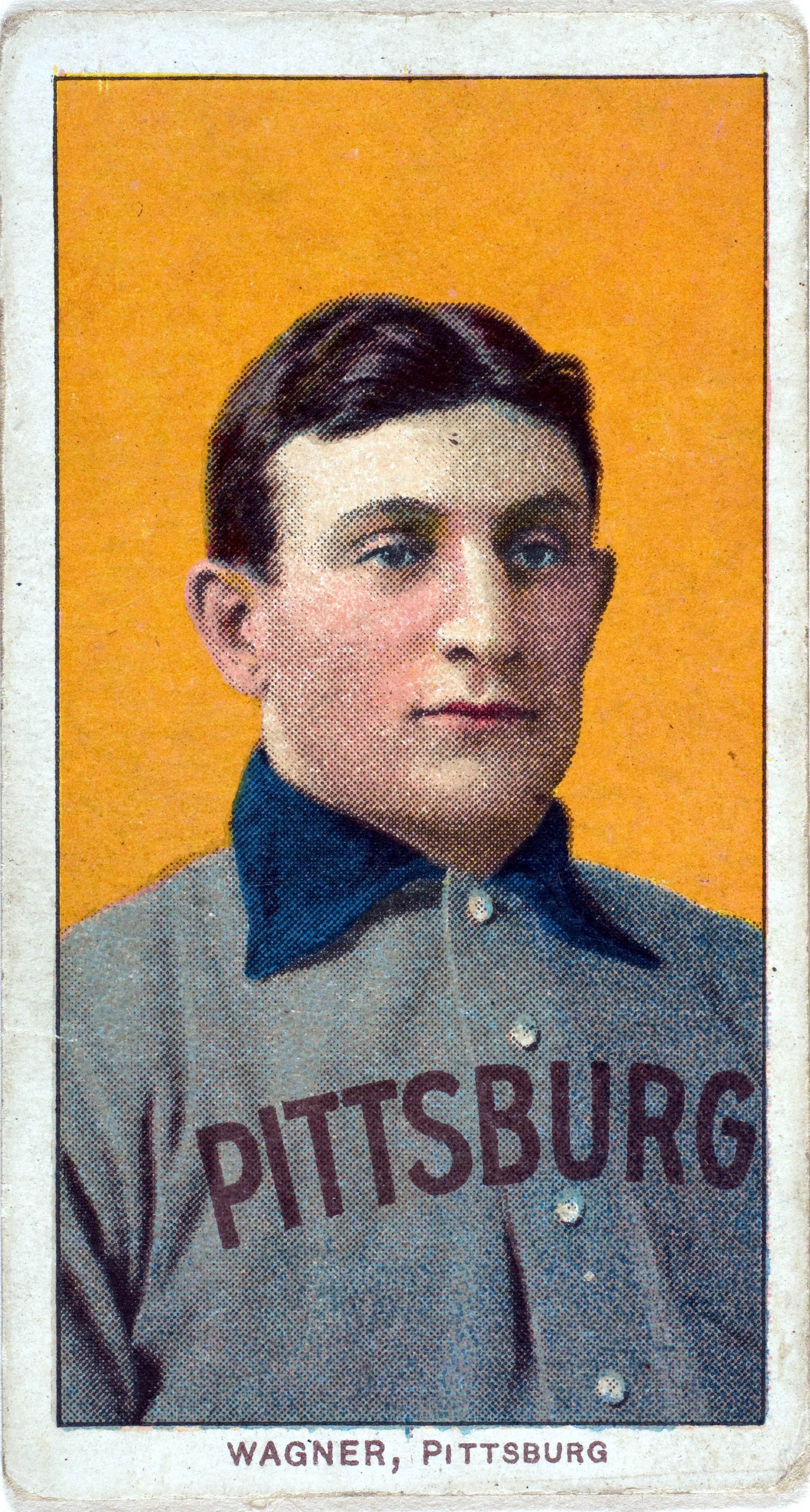
Honus-Wagner-Sammelbild aus der T206-Serie

Das als T206 bekannte Zigarettenbilderset wurde von 1909 bis 1911 produziert. Man erhielt die Sammelbildchen in Zigaretten- und Tabakpackungen von 16 verschiedenen Marken der American Tobacco Company. Aufgrund der Seltenheit sowie der Qualität der Farblithographien zählen die Bilder zu den begehrtesten und teuersten Sammelbildchen und gelten als Referenz in der Geschichte des Sammelns von Baseballbildchen.

## Geschichte
Die Bezeichnung T206 bezieht sich auf die Katalognummer, die Jefferson Burdick in seinem Buch The American Card Catalog verwendete. Das Set wird informell auch als White Border bezeichnet, da die Lithographien auf jeder Karte von markanten weißen Rändern umgeben sind.
Das T206-Set besteht aus 524 Bildern: Mehr als 100 davon zeigen Minor-League-Spieler. Von einigen Spielern gibt es auch mehrere Bilder, die sie in verschiedenen Posen, in anderen Trikots oder als Mitglieder unterschiedlicher Teams zeigen (da das Set über einen Zeitraum von drei Jahren ausgegeben wurde). Die Kärtchen sind 3,7 cm × 6,7 cm groß, was von vielen Sammlern als die Standardgröße für Zigarettenbilder angesehen wird.
Das Set ist das beliebteste und meistgesammelte Set aus der Zeit vor dem Zweiten Weltkrieg. Die historische Bedeutung des Sets sowie die große Variationsvielfalt machen es für Sammler sehr attraktiv. Darüber hinaus enthält das Set viele Mitglieder der Baseball Hall of Fame, darunter Ty Cobb (von dem vier verschiedene Zigarettenbildchen existieren), Walter Johnson, Cy Young und Christy Mathewson. Der Wert der Bildchen hat im Laufe der Jahre dazu geführt, dass viele Fälschungen entstanden.

## Das Honus-Wagner-Zigarettenbildchen
Das Sammelbild mit dem Porträt von Honus Wagner ist das wertvollste Baseballsammelbild, das es gibt, und selbst beschädigte Exemplare werden mit 100.000 Dollar oder mehr bewertet. Dies liegt zum Teil an Wagners Platz in der Hall of Fame und seinem Status als einer der Unsterblichen des Baseballs. Noch wichtiger ist, dass es sich um eines der seltensten Motive aus dem prominentesten aller Vintage-Bildersets handelt.

### Seltenheit
Während der American Tobacco Trust über drei Jahre hinweg T206-Bildchen von anderen Spielern mit Stückzahlen im fünf- oder sechsstelligen Bereich in Verkehr brachte, wird geschätzt, dass nur zwischen 50 und 200 Wagner-Bildchen jemals in die Öffentlichkeit gelangten. Von diesen wenigen Bildchen haben sich bis heute nur einige wenige erhalten. Es gibt mehrere Theorien darüber, warum das Bild so selten ist. Eine Hypothese ist, dass die Druckplatte, mit der Wagners Zigarettenbildchen hergestellt wurde, schon früh im Produktionsprozess brach. Wagner war damals allerdings ein großer Star und es wären mit ziemlicher Sicherheit neue Platten hergestellt worden. Eine andere Theorie besagt, dass es einen Urheberrechtsstreit zwischen der American Tobacco Company und dem Künstler gab, der die Wagner-Lithographie geschaffen hat.
Die am weitesten verbreitete Annahme lautet, dass das Bild aus der Produktion genommen wurde, weil Wagner selbst gegen die Verbreitung seines Bildes Einspruch erhoben hatte. Berichte aus der damaligen Zeit deuten darauf hin, dass Wagner eine Darstellung seiner Person auf Zigarettenbildern ablehnte. Seine Motivation dafür ist unklar.

### Wert
Ein hochwertiges Exemplar des Wagner-Bildchens wurde im Jahr 2000 bei eBay für 1,265 Millionen US-Dollar versteigert. Im Februar 2007 wurde dasselbe Bild für eine Rekordsumme von 2,35 Millionen US-Dollar verkauft. Im September 2007 wechselte das Zigarettenbildchen erneut den Besitzer, diesmal für 2,8 Millionen US-Dollar.
Im November 2010 verkaufte eine Gruppe von Nonnen aus Baltimore ein Wagner-Zigarettenbildchen für 262.000 Dollar an Doug Walton, einen Sportsammelbildhändler.
Im April 2013 wurde ein T206 „Jumbo“ Wagner (so genannt, weil dieses Bildchen etwas größer ist als die meisten anderen bekannten Exemplare) für 2,1 Millionen Dollar versteigert. Im Oktober 2016 wurde dasselbe Bildchen für 3,12 Millionen Dollar versteigert.